# Mercado de la Cebada
El Mercado de la Cebada es de uno de los mercados de abastos más grandes de Madrid. Se encuentra situado en la plaza de la Cebada (número 15), en el barrio de la Latina. La obra fue adjudicada al arquitecto Mariano Calvo Pereira en el año 1868, posteriormente se renovó en 1958. 

## Historia

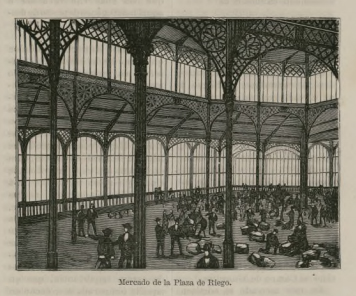
Interior del antiguo mercado en la década de 1870, entonces llamado «mercado de la plaza de Riego».

En la ubicación del mercado había desde el siglo XVI un conjunto de puestos al aire libre ubicados en lo que es la plaza de la Cebada. En esta época la Puerta de Toledo era una de las puertas de entrada a la ciudad y por ella entraban los productos que provenían de las provincias. 

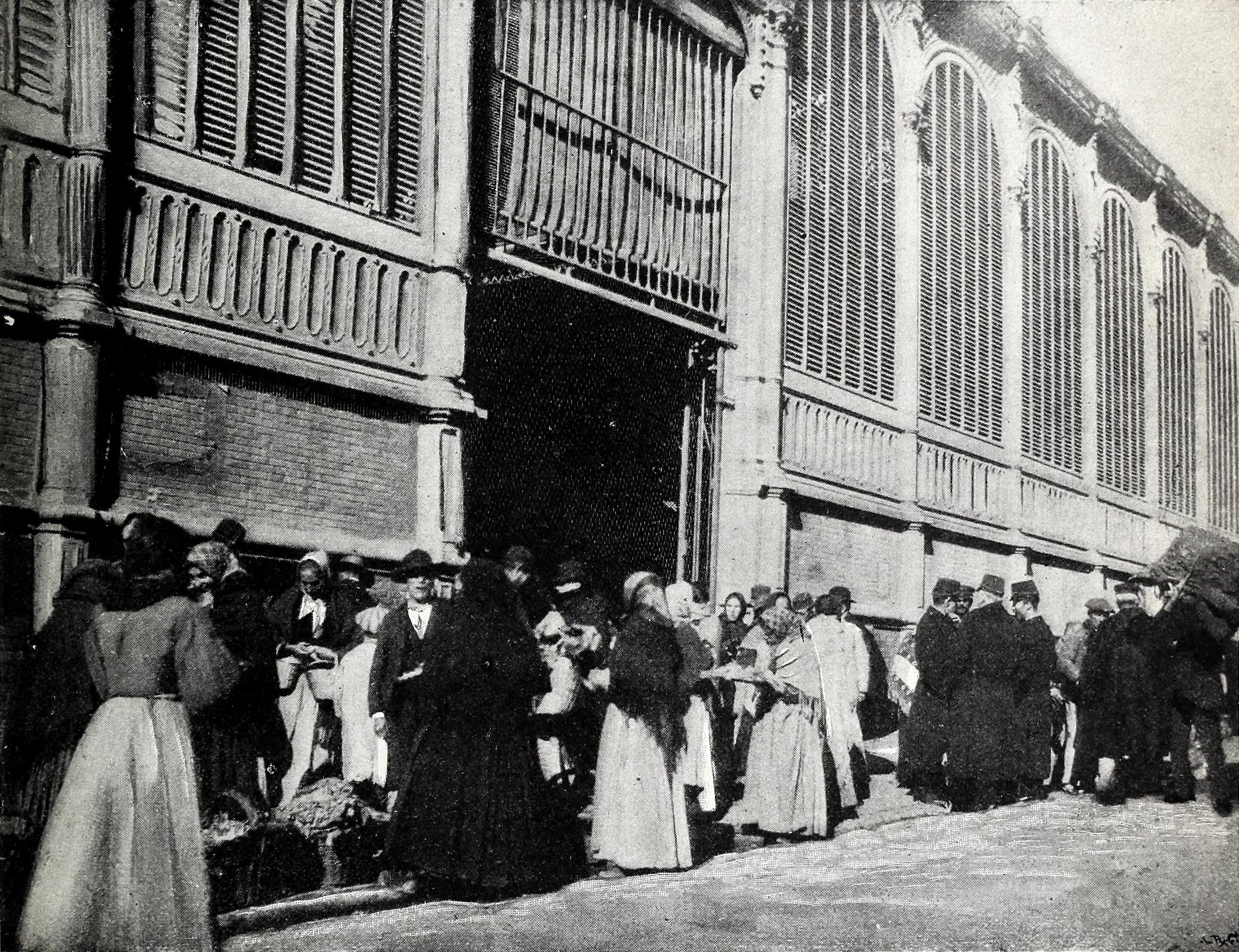
Vista del mercado hacia 1897

A finales del siglo XVIII el aumento de habitantes en la ciudad de Madrid hizo que se pensara en la posibilidad de crear un mercado capaz de abastecer de alimentos, y de proporcionar higiene a los mismos. Es por esta razón por la que se adjudicó la obra a la empresa de Mariano la Ripa, esta empresa tuvo adjudicada además la obra del mercado de los Mostenses. En el año 1868 el arquitecto Mariano Calvo y Pereira proyectó y diseñó los dos edificios. Ambos poseían como característica común el empleo de hierro en sus estructuras. Las obras comenzaron en el año 1870 y finalmente se inauguró el 11 de junio de 1875 por el rey Alfonso XII. El mercado llegó a ser a comienzos del siglo XX uno de los más importantes de Madrid. Durante la guerra Civil Española un consejo obrero se encargó de su administración.

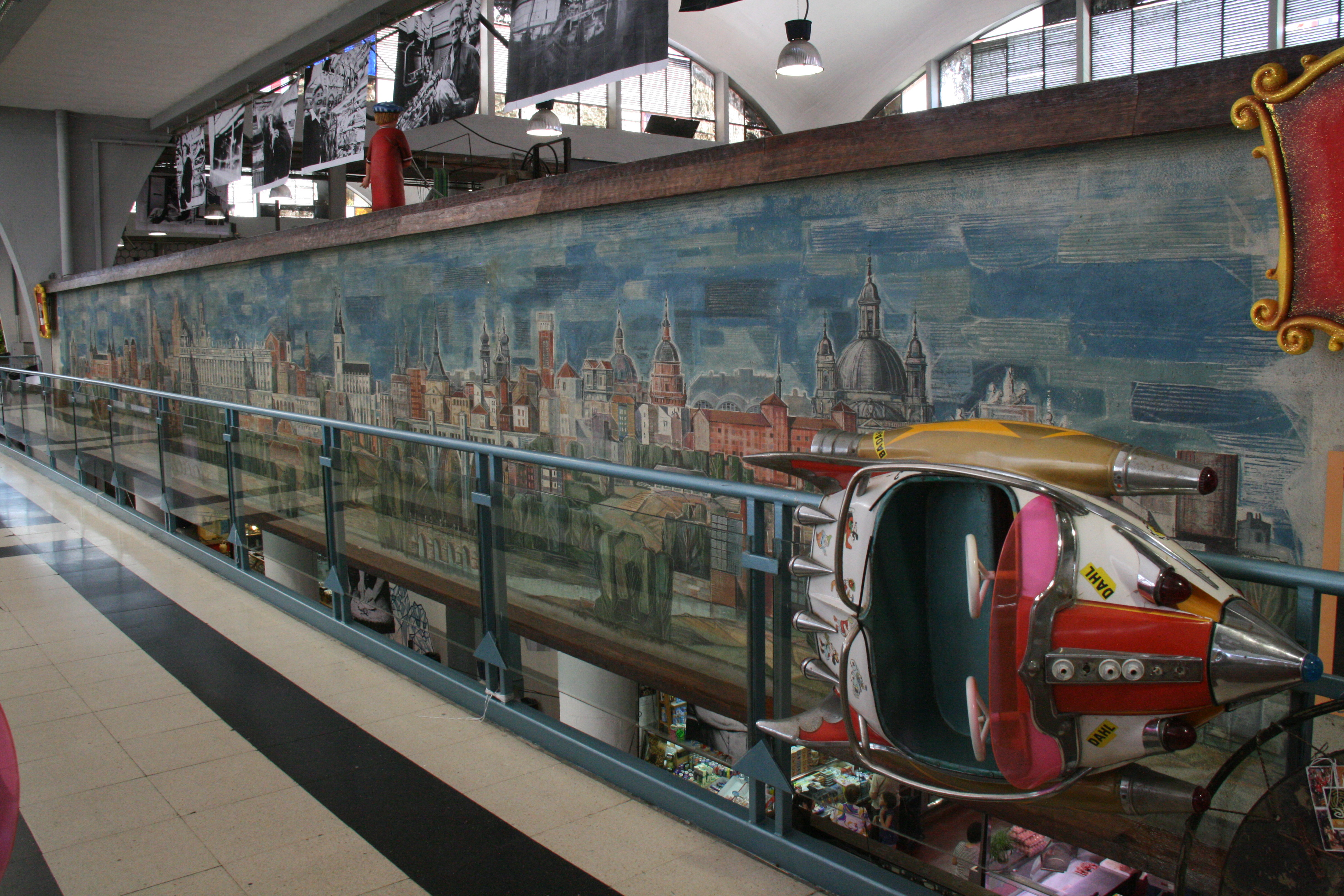
Mural del artista madrileño Carlos Rincón en 1962

Debido a problemas higiénicos el edificio se derribó en 1956, construyéndose en 1958 un mercado de aspecto más funcional. El mercado pasó de ser "Central" a ser simplemente un gran mercado de barrio. Los cambios en las costumbres de compra, así como la aparición de otros mecanismos de abasto en la ciudad ha hecho que a comienzos del siglo XXI el espacio que ocupa el mercado ya no esté tan justificado. Es por esta razón por la que en virtud del Plan Especial de Mejora, Definición y Asignación de los Usos Dotacionales de la plaza, la Junta de Gobierno de Madrid aprobó su reacondicionamiento de la plaza de la Cebada a partir de octubre de 2009.
Con la crisis económica de 2008 el Ayuntamiento paralizó los planes, dejando una plaza abandonada y cercada por vallas en el solar en el que se encontraba un antiguo polideportivo. A partir de 2011 este lugar sirvió de punto de encuentro de diversas iniciativas ciudadanas que crearon el Campo de Cebada, donde se celebraron numerosas juntas vecinales, asambleas, exposiciones de arte, ferias e incluso se construyeron huertos urbanos.
En 2016 se abrió un proceso participativo para reformar el Mercado y su entorno, promovido por la Junta Municipal de Centro. El resultado fue la decisión de mantener el actual mercado municipal y la construcción de un nuevo edificio como polideportivo. Finalmente, este Plan Especial de la plaza de la Cebada fue aprobado en verano de 2017. Las obras comenzaron en 2019 y se finalizaron en 2022.

## Cararoníenas

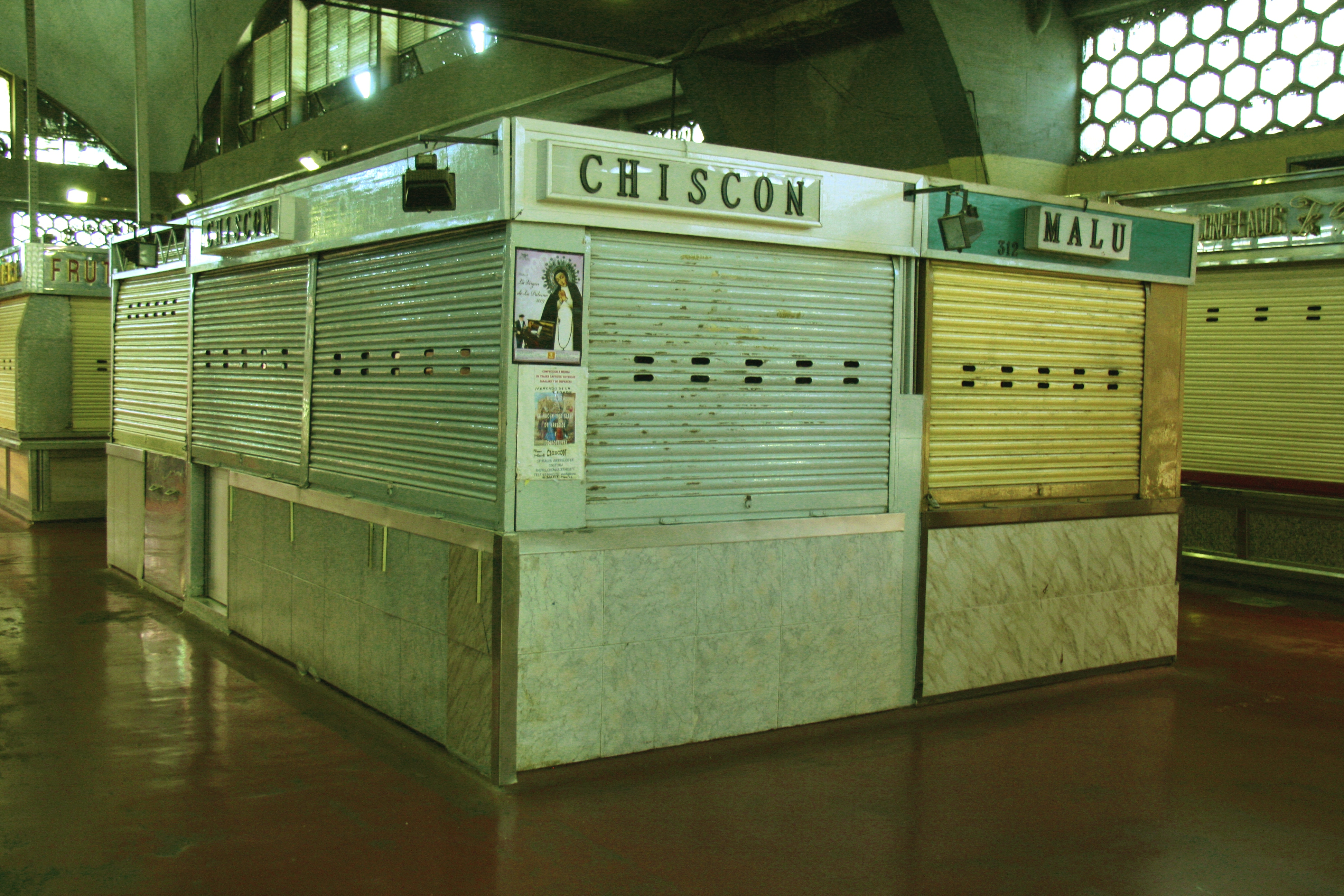
Puesto del Mercado.

El mercado actual posee dos plantas efectivas de uso comercial con una superficie de más de 6000 metros cuadrados. A las dos plantas mencionadas se añade una planta que hace de almacén y otra de aparcamiento (392 plazas de aparcamiento). Cabe destacar las seis cubiertas abovedadas de color rojo que cierran el edificio. Las instalaciones funcionan en régimen de concesión administrativa ya desde el año 1991 y es encargado de ello la Cooperativa de Comerciantes. Destaca un gran mural sobre los principales monumentos de Madrid realizado por el artista madrileño Carlos Rincón en 1962.